# Ведель, Артемий Лукьянович
Арте́мий Лукья́нович Ве́дель (1767, Киев, Российская империя — 14 (26) июля 1808, Киев) — украинский композитор, хоровой дирижёр, педагог. Хоровая музыка Веделя (на церковнославянские молитвословные тексты) начиная с XIX века широко используется в богослужении РПЦ.
Ученик Джузеппе Сарти. Статский (гражданский) служащий Российской империи при наместниках А. Я. Леванидове и А. Г. Теплове; капельмейстер вокального класса в Казённом училище при Харьковском коллегиуме, глава Харьковской губернской капеллы. В 1799 году Ведель был вызван в Петербург по подозрению в участии в заговоре против императора Павла I, заключён под надзор и объявлен «сумасшедшим». Поскольку материалы разбирательства дела Веделя не сохранились, причины его опалы остаются не выясненными и являются предметом научных дискуссий.

## Биография

### Ранние годы
Родился в семье киевского мещанина Лукьяна Власовича и Елены Григорьевны Ведельских, предположительно в апреле 1767 года. Усадьба семьи Ведельских находилась на Подоле в приходе Рождество-Предтечинского Борисоглебской церкви. Дом с огородом и садом стоял на углу современных улиц Братской и Андреевской. Здесь Ведель жил до 1788 года, с апреля 1792 до весны 1796 года и с лета 1798 до августа 1799 года. В отцовском доме композитор также закончил свой жизненный путь в 1808 году.
Отец Веделя Лукьян Власович Ведельский (1730—1815) был художником-резчиком, имел собственную мастерскую, изготавливал иконостасы. Фамилия композитора Ведель — вероятно, сокращённая форма от Ведельский. Так композитор подписывал собственноручно написанные письма, по фамилии Ведель выписан его военный документ. Отец композитора в письме к киевскому генерал-губернатору пишет: «Имею однородного в себя Артема Ведельского» и подписывается: «Киевский мещанин Лукьян Ведельский». По предположению Игоря Михайловича Соневицкого родители Артемия Веделя были немецкого происхождения.
Учился в Киево-Могилянской академии в 1787 году, прошёл курс в классе философии включительно, где получил основательное гуманитарное и музыкальное образования. В Киево-Могилянской Академии Ведель начал сочинять свои первые музыкальные произведения, дирижировать студенческим хором и оркестром, выступать как солист и скрипач. Певец из хора, которым руководил Ведель в Академии, рассказывал впоследствии исследователю В. Аскоченскому: «...это был красивый юноша с глазами, излучающими свет, имел нежный голос, спокойный характер и был очень тактичным».

### Работа в Москве
В 1788 году командирован митрополитом Киевским и Галицким, протектором Киево-Могилянской Академии С. Мстиславским с малолетними певцами в Москву, где руководил капеллами генерал-губернатора Москвы Петра Еропкина (до 1790 года), а после его отставки — Александра Прозоровского. Эти капеллы по художественному уровню и значению занимали в империи выдающееся место вслед за Придворной императорской капеллой. То есть уже тогда талант Веделя был признан музыкальными кругами и получил высокую оценку. Формально Ведель был зачислен на службу и получал зарплату на строительстве в Кремле помещения «присутственных мест» (с 17 марта 1788 по 27 мая 1791 года), впоследствии он числился подканцеляристом в штате VI Депутатского сената (с 28 мая 1791 до 1 декабря 1792). Во время пятилетнего пребывания в Москве композитор имел возможность познакомиться с музыкальной культурой как Центральной России, так и Западной Европы. 1 декабря 1792 года по просьбе Веделя он был уволен от должности канцеляриста Сената.

### Возвращение в Киев
С конца 1792 года жил в родительском доме. Некоторое время снова руководил хором Киево-Могилянской Академии. В Киеве тогда особенно славились церковные хоры, а из светских — хор и музыкальная капелла генерала А. Леванидова при штабе украинского пехотного корпуса. В начале 1794 Ведель возглавил капеллу. В то же время руководил хором солдатских детей. Леванидов высоко ценил и уважал талант Веделя и всячески способствовал его музыкальной деятельности. Очень быстро продвигался он и в военной службе, 1 марта 1794 года был назначен канцеляристом штаба, 27 апреля 1795 года — младшим адъютантом, а 24 сентября 1796 года — старшим адъютантом штаба с капитанским рангом. Музыкальная деятельность Веделя в это время была очень плодотворной. В 1793—1795 годах он написал 6 концертов, возможно, ещё и ряд других композиций, которые не были подписаны и датированы автором.
В марте 1796 Артемий Ведель переехал в Харьков, что было связано с назначением генерала Леванидова генерал-губернатором Харьковского наместничества. Здесь А. Ведель организовал новый наместнический хор и оркестр, преподавал пение и музыку в Казённом училище при Харьковском коллегиуме. Продолжал композитор и творческий труд. Написал 3 концерта: «Воскресни Боже» и «Услыши Господи глас мой» (6 (17) октября 1796 года) и др. Названы только датированные произведения, но в это время композитор мог написать ещё ряд других композиций, в частности двухорный концерт «Господь пасёт мя».
В Харькове очень высоко ценили композитора и его произведения. Концерты Веделя изучались и исполнялись в Харьковском коллегиуме, пели их и в церквях. В начале 1797 по приказу императора Павла I корпус Леванидова расформирован, Харьковское наместничество ликвидировано и Леванидов оставил Харьков. Царским указом все «неположенные» по штатному расписанию полковые капеллы были ликвидированы, и Ведель подал рапорт с просьбой об отставке. Указом Государственной военной коллегии от 12 октября 1797 года Ведель «от воинской службы на собственное пропитание отставлен с тем же чином с ношением мундира».
В то время музыкальная культура претерпевает значительные притеснения: повсеместно сокращают штаты хоров и их обеспечение. В церквях запрещают петь духовные концерты (псалмы, молитвы), которые непосредственно не касаются службы, запрещают распространённые на Украине канты и колядки — то, что уже органично вошло и срослось с национальным богослужением.
Ведель перешёл работать в гражданское ведомство Алексея Григорьевича Теплова, губернатора новосозданной Слободско-Украинской губернии. Теплов, который в молодости получил прекрасное музыкальное образование, относился к Веделю наилучшим образом. Композитор продолжал свою музыкальную деятельность, начатую при генерале А. Леванидове: руководил губернской капеллой, был капельмейстером вокального класса в Казённом училище при Харьковском коллегиуме, его ученики занимали первые места в придворной капелле Санкт-Петербурга, Москвы и Петербургских митрополичьих хорах. Дирижёр Санкт-Петербургской придворной капеллы, выдающийся композитор Дмитрий Бортнянский отзывался о вокальных классах Веделя как о «музыкальной академии». Но постепенно культурно-художественная жизнь Харькова приходила в упадок. Были ликвидированы театр, губернский хор и хоры в военных частях, симфонические оркестры, исполнение произведений Веделя в церквях запрещено.
В конце лета 1798 года Ведель выехал в Киев. Жил в родительском доме на Подоле, работал над новыми произведениями. Написал два концерта: «Боже, законопреступници восташа на мя» (11 (22) ноября 1798 года) и «Ко Господу внегда скорбити мы». Исполнялись эти концерты в Киевском Братском Богоявленском и Софийском соборах. Но возможностей применить свои способности Ведель, очевидно, не видел. Он писал своему ученику: «Я совершенно неустроенный в моей судьбе. Ни то ни сё, но что делать?»

### Преследования и заключение
В начале 1799 года он стал послушником Киево-Печерской лавры. В Лавре, по воспоминаниям протоиерея Петра Турчанинова и иеромонаха Варлаама (Зубковского), послушник Артемий вёл подвижнический образ жизни, безупречно выполняя послушание чтеца и певца на клиросе. Он был примером для братии в повиновении, терпении и добросовестности служения.
В конце весны того же года была найдена книга «Служба Нилу Столбенскому», где на пустых страницах рукой Веделя в символической форме было написано пророчество об убийстве действующего царя Павла I, названного убийцей. Против Веделя немедленно возбудили «секретное дело». Именно из-за «секретности» дела всё, что происходило в тот период, покрыто тайной: из-за отсутствия на протяжении 200 лет архивных документов, найденных лишь недавно, распространились легенды, выдумки и откровенная клевета, в частности о «долгом Странствии по Малороссии», во время которого композитор «присоединился к секте иллюминатов».
Неизвестно, где на самом деле был найдена «Служба» — в Киево-Могилянской академии или в Лавре; неизвестно, оставлял Ведель Лавру либо это было сфальсифицировано руководством монастыря во избежание личной ответственности за послушника (хотя Турчанинов, близко знавший Веделя, сообщал об этом, как непреложном факте; он же не сомневался о наличии у Веделя дара предвидения).
Митрополит и архимандрит Киево-Печерской лавры Иерофей (Малицкий) 25 мая 1799 года объявил Веделя сумасшедшим и передал киевскому коменданту Ф. Л. Вигелю под стражу. «Документы дела, — пишет известный веделевед Василий Кук, — свидетельствуют лишь о том, как происходила расправа над композитором и как он, в конце концов, без вины, без суда был затравлен. Сути дела они не раскрывают, за что и почему уничтожили именно его, Веделя, не освещают … По документам формально Веделя никто не арестовывал… нет акта обвинения, ни протоколов допроса обвиняемого. Всё происходило без участия „сумасшедшего отставного капитана“ и без него решается его судьба. Но, что очень удивляет, для того, чтобы поместить „больного“ в больницу, Киевский губернатор Милашевич просит разрешения на это у малороссийского губернатора Беклешова, который советует направить дело генерал-прокурору России, а последний представляет соответствующий документ на санкцию царю».
Пока в Петербурге решали дело, Веделя, который тяжело заболел на гауптвахте и был близок к смерти, отдали под опеку отца; 10 июля поступило распоряжение генерального прокурора Санкт-Петербурга, где указывалось: царь «повелеть соизволил: буде он Ведель выздоровел, взять его от отца, отослать в дом сумасшедших в Киеве и держать без выпуску»; 1 августа киевский губернатор П. И. Салтыков рапортовал, что капитан Ведель «в дом сумасшедших для содержания без выпуска отдан»; 15 (27) мая 1802 года преемник императора Павла I император Александр I на деле Веделя написал: «…оставить в нынешнем положении».
В киевском инвалидном (сумасшедшем) доме композитор пробыл 9 лет. Лишь накануне смерти отцу удалось забрать его домой. 
Доподлинно неизвестны точные даты ни рождения, ни кончины А. Л. Веделя. По одной из версий он умер в инвалидном доме в 1806 году, по другой — в доме своих родимтелей, куда вернулся за несколько дней до смерти и (по свидетельству протоиерея Петра Турчанинова) умер во время молитвы, на коленях в садике у дома, По третьей версии он умер 14 (26) июля 1808 года.
Похоронили Артемия Веделя на подольском Щекавицком кладбище. Сейчас оно полностью разрушено, и где была могила Веделя — неизвестно.

## Творчество

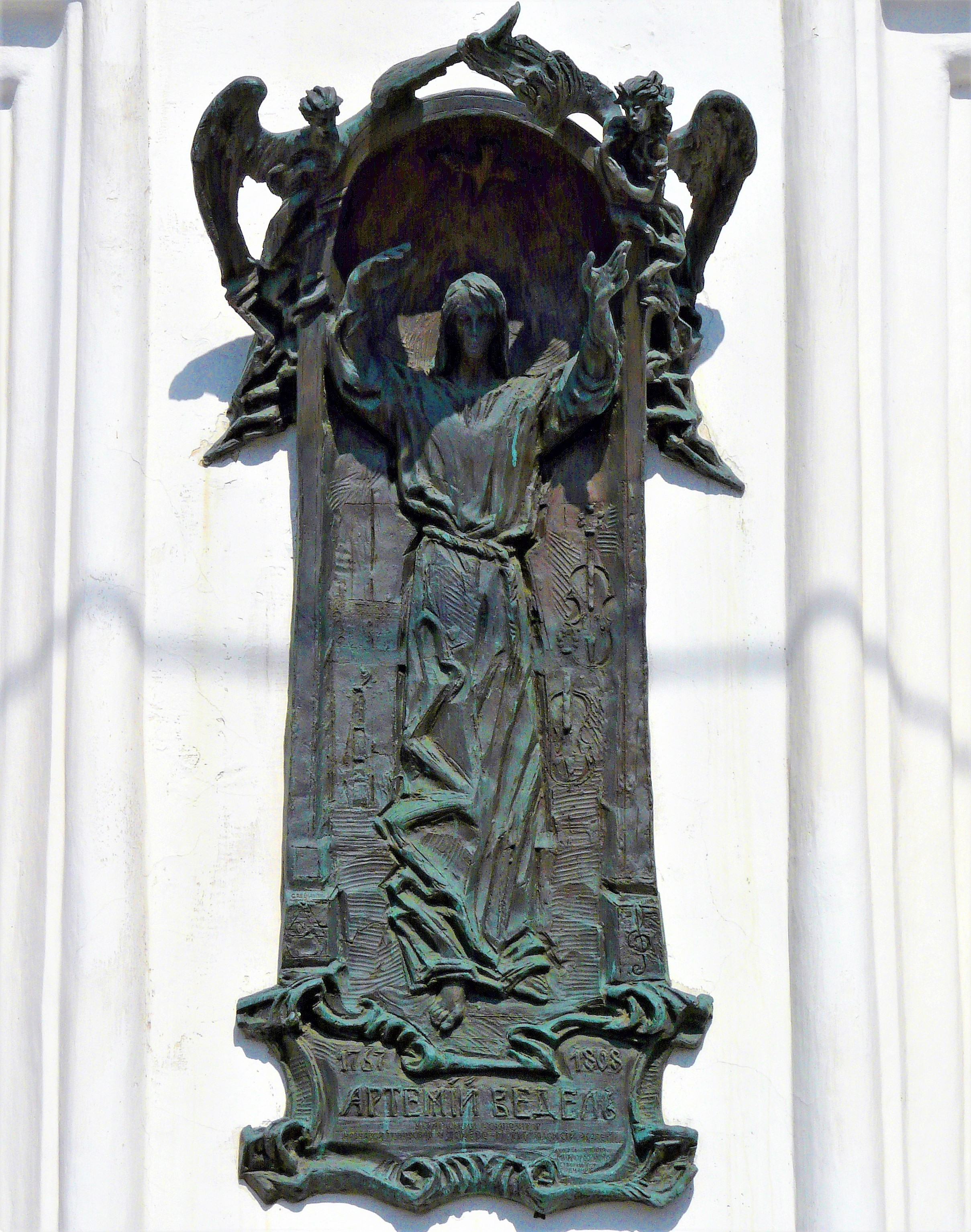
Мемориальная доска в Киеве, посвящённая композитору

Музыка Веделя исполнялась в православных храмах начиная с XIX века. На сегодняшний день известно около 80 музыкальных произведений. Среди них 31 хоровой концерт, 6 трио, среди которых «Покаяния отверзи ми двери», 2 литургии Иоанна Златоуста, Всенощное бдение и один светский кант.
В Институте рукописей Национальной Библиотеки Украины им. Вернадского хранятся рукописи неполной литургии Иоанна Златоуста и 12 духовных концертов:
1. «Въ молитвахъ неусыпающую Богородицу» — до минор (1794)
2. «Спаси мя, Боже, яко внидоша воды до души моея» — ля минор (1794)
3. «Доколѣ, Господи, забудеши мя» — фа минор (1795)
4. «Пою Богу моему дондеже есмь» — до минор (1795)
5. «Блаженъ разумѣваяй на нища и убога» — соль минор (1795)
6. «Помилуй мя, Господи, яко немощенъ есмь» — ля минор (1796)
7. «Воскресни, Господи…» (сохранилась не полностью, 1796)
8. «Услыши, Господи, гласъ мой» — до минор (1796)
9. «Проповѣдника вѣры» — до мажор (1796)
10. «Господь пасетъ мя» — до мажор (1796)
11. «Боже, законопреступницы восташа на мя» — до минор (1796)
12. «Ко Господу внегда скорбѣти ми» — до минор (1798)

Подавляющее большинство концертов Веделя написаны на слова псалмов, преимущественно умоляющего, скорбного характера, в которых речь идёт о досаждению человеку злыми силами[уточнить]. Три концерта написаны на тексты псалмов исторического содержания[уточнить] и только два (№ 9 и 10) — панегирического.
Как и Березовский и Бортнянский, Ведель придерживался традиций партесного пения. Концерты многочастные (преимущественно 3 и 4-частные), большинство из которых построены по принципу темпового и тонального контрастов, в ряде случаев целостность цикла скрепляется тематическими связями между частями. Нередко части концертов имеют 2-4 относительно самостоятельных раздела, состоящих из экспозиционного изложения, развития и окончания.
Мелодика Веделя выразительная, охватывает значительный диапазон и тесно связана со словом. Выразительность мелодики усиленная ритмикой, отмечаемый сложностью и разнообразием ритмических рисунков. С классическим стилем связана чёткая расчленённость мелодики, использование построений типа «вопрос — ответ», суммирующих структур. Зато связи с древнеукраинской монодией и украинским фольклором придают ей певучий характер.
Гармонический язык имеет все признаки развитой западноевропейской тональности. Увеличению напряжения способствует использование альтерированной субдоминанты, а также альтерированной доминанты. В ансамблях Ведель часто использует трёхголосную моноритмическую фактуру, свойственную кантам. Хоровая фактура существенно влияет на образность и формообразование. Свойственное сопоставление ансамблевых звучаний с туттийными, изменения в хоровой фактуре являются динамизирующими факторами.